# Аг Наджим, Мохаммед
Мохаммед Аг Наджим (фр. Mohamed Ag Najem; род. XX век, Адрар-Ифорас, Кидаль) — начальник штаба армии Национального движения за освобождение Азавада («НДОА»).

## Биография
Родился в конце 1950-х годов в районе плоскогорья Адрар-Ифорас. Его отец происходил из племени Кель-адаг и был убит солдатами вооружённых сил Мали во время Туарегского восстания (1962—1964). В 20 лет вступил добровольцем в вооружённые силы Ливии во время правления Муаммара Каддафи. Служил в Ливии и Чаде, а затем вернулся в Мали, чтобы принять участие в Туарегском восстании 1990 года, которое возглавлял Ияд Аг Гали. Затем вернулся в Ливию, не признав мирное соглашение, подписанное между правительством Мали и повстанцами-туарегами. Дослужился до полковника вооружённых сил Ливии и возглавил элитное подразделение в городе Сабхе. В 2011 году начало гражданской войны в Ливии побудило его вернуться на родину. В конце 2011 года объединил своих бывших соратников по вооружённым силам Ливии, три местных племени туарегов и дезертиров-туарегов из вооружённых сил Мали. Стал одним из лидеров «НДОА» во время Туарегского восстания (2012—2013).
17 и 21 мая 2014 года командовал силами НДОА во время второго и третьего сражений при Кидале, в которых повстанческие силы победили солдат малийской армии. С 26 по 28 октября 2014 года генеральные секретари и офицеры «НДОА», «Haut conseil pour l’unité de l’Azawad» («HCUA») и «Арабского движения Азавада» («MAA») проводили встречу в Анефифе и объявили о создании военной координационной группы, объединяющей вооружённые силы трёх движений. В состав командования вошли десять офицеров, а их руководителем стал Мохаммед Аг Наджим.